# أحمد فهد الأحمد الصباح
الشيخ أحمد فهد الأحمد الصباح (مواليد 12 أغسطس 1963) سياسي واقتصادي كويتي، نائب رئيس مجلس الوزراء وزير الدفاع الأسبق خلال الفترة 18 يونيو 2023 حتى 17 يناير 2024 وهو الإبن الأكبر للشيخ فهد الأحمد الجابر الصباح من زوجته الشيخة فضيلة اليوسف الصباح.  

## عن حياته
يحمل شهادة بكالوريوس في الاقتصاد والعلوم السياسية من جامعة الكويت. بدأ حياته بالمجال الرياضي إلى أن دخل إلى المجال السياسي بدخوله في عدة حكومات حمل خلالها عدة حقائب وزارية:
- في 14 فبراير 2001 عين وزيرًا للإعلام[4]، وفي 10 فبراير 2003 عين وزيرًا للنفط بالوكالة بالإضافة إلى كونه وزيرًا للإعلام.[3]
- في 14 يوليو 2003 عين وزيرًا للطاقة[5]، وهي كانت وزارة مستحدثة بعد دمج وزارتي النفط والكهرباء والماء بوزارة واحدة. وفي 15 سبتمبر 2004 وفي المؤتمر الوزاري لمنظمة الدول المصدرة للبترول - أوبك عين رئيسًا للمنظمة لمدة عام تبدأ من بداية عام 2005.[3][6] وفي 11 أبريل 2005 عين أضيفت إليه وزارة الصحة بالوكالة.[7] وفي 9 فبراير 2006 أعيد تعينه وزيرًا للطاقة.[8]
- عين في 12 يوليو 2006 رئيسًا لجهاز الأمن الوطني.[3]
- في 29 مايو 2009 عُين نائبًا لرئيس مجلس الوزراء للشؤون الاقتصادية ووزير الدولة لشؤون الإسكان ووزير دولة لشؤون التنمية[9] وذلك بعد انتخابات مجلس الأمة التي أجريت بتاريخ 16 مايو 2009. وفي 8 مايو 2011 عين نائبًا لرئيس مجلس الوزراء ووزير الدولة لشؤون الإسكان ووزير دولة لشؤون التنمية[10]، وفي 13 يونيو 2011 أعلن عن قبول استقالته من منصبه [11] وذلك بعد الاستجواب الذي قدمه له النائبان مرزوق الغانم وعادل الصرعاوي[12] وقد كان استجوابه بقضايا فساد لها علاقة بعقود بقيمة 900 مليون دولار.[13]
- في 18 يونيو 2023 صدر مرسومٌ بتشكيل الحكومة حيث عُين نائبًا لرئيس مجلس الوزراء ووزيرًا للدفاع.[14]

### المناصب الرياضية والنقابية
- نائب رئيس النادي العربي الكويتي في الفترة من 1987 إلى 1988
- رئيس الاتحاد الكويتي لكرة القدم[3] بالفترة من عام 1991 إلى عام 2004.
- عضو اللجنة الأولمبية الدولية.[3]
- رئيس المجلس الأولمبي الآسيوي مُنذ 1 يوليو 1991 حتى 10 سبتمبر 2021.[3]
- نائب رئيس اتحاد اللجان الأولمبية الوطنية.[3]
- نائب رئيس اللجنة لتنسيق الألعاب الأفرو الآسيوية.[3]
- رئيس مجلس الإدارة ورئيس اللجنة الأولمبية الكويتية.[3]
- رئيس الاتحاد الآسيوي لكرة اليد.[3]
- نائب رئيس الاتحاد الدولي لكرة اليد.[3]
- عضو لجنة الرياضة الدولية للرياضة للجميع.[3]
- رئيس مجلس إدارة الهيئة العامة للشباب والرياضة ومديرها العام من 24 سبتمبر 2000[3] إلى 14 فبراير 2001.

الرئيس الفخري للاتحاد العام لعمال الكويت عام 2002 إلى 2004
كما أنه الرئيس الفخري للجمعية الطبية الكويتية، كما تولى رئاسة اللجنة الانتقالية للاتحاد الكويتي لكرة القدم وذلك بالفترة من 3 يناير 2009 إلى 4 يونيو 2009.

## حياته العائلية
متزوج من الشيخة شيخة مشعل الأحمد الجابر الصباح، ولهما من الأبناء:
- الشيخة فضيلة.
- الشيخ فهد.
- الشيخة مريم.
- الشيخة فهدة.
- الشيخة العنود.

## روابط خارجية
- أحمد فهد الأحمد الصباح على موقع اللجنة الأولمبية الدولية (الإنجليزية)
- أحمد فهد الأحمد الصباح على موقع أوليمبيديا (الإنجليزية)

| أحمد فهد الأحمد الصباح نائب رئيس مجلس الوزراء وزير الدفاع |                                             |                           |
| منصب                                                      |                                             |                           |
| سبقه عبد الله علي العبد الله السالم الصباح                | وزير الدفاع 18 يونيو 2023 حتى 17 يناير 2024 | تبعه فهد يوسف سعود الصباح |